# Katsumi Yamamoto (Rennfahrer)
Katsumi Yamamoto (jap. 山本 勝巳, Yamamoto Katsumi; * 5. März 1973 in Fukuoka) ist ein ehemaliger japanischer Automobilrennfahrer.

## Karriere
Katsumi Yamamoto begann seine Motorsportlaufbahn 1989 im Kartsport. 1992 wechselte er in die japanische Formel-Junior-1600-Serie, in der er eine Saison startete. Parallel fuhr er in der deutschen Formel-BMW-Meisterschaft.
In der Saison 1993 ging er in der Japanischen Formel-3-Meisterschaft mit einem Dallara F393 an den Start. Ein Jahr später fuhr er mit dem gleichen Rennwagen in der Deutschen Formel-3-Meisterschaft und belegte dort zum Jahresende mit zwei Punkten den 26. Platz.
1995 fuhr er in der Japanischen Formel-3000-Meisterschaft und ab 1996 bis 1997 in der Nachfolge-Rennserie Formel Nippon. Seine beste Saisonplatzierung erreichte er 1995 mit dem neunten Platz in der Formel 3000. In der Formel Nippon belegte er 1996 mit dem 16. Platz sein bestes Resultat.
Von 1997 bis 1998 startete Yamamoto in der All Japan Grand Touring Car Championship (JGTC). Dort fuhr er für das Mugen-Dome-Werksteam einen Honda NSX in der GT500-Klasse und erreichte 1997 einen 16. Platz in der Gesamtwertung, den er ein Jahr später um zwei Plätze auf den 14. Platz verbessern konnte.
1998 ging er parallel mit einem Toyota Celica in der GT300-Klasse in der JGTC an den Start und belegte zum Saisonende den 19. Platz. Danach beendete er seine Motorsportkarriere.